# Municipio de Hanna (Illinois)
El municipio de Hanna (en inglés: Hanna Township) es un municipio ubicado en el condado de Henry en el estado estadounidense de Illinois. En el año 2010 tenía una población de 2344 habitantes y una densidad poblacional de 45,44 personas por km².

## Geografía
El municipio de Hanna se encuentra ubicado en las coordenadas 41°30′26″N 90°15′59″O / 41.50722, -90.26639. Según la Oficina del Censo de los Estados Unidos, el municipio tiene una superficie total de 51.58 km², de la cual 49.67 km² corresponden a tierra firme y (3.71%) 1.91 km² es agua.

## Demografía
Según el censo de 2010, había 2344 personas residiendo en el municipio de Hanna. La densidad de población era de 45,44 hab./km². De los 2344 habitantes, el municipio de Hanna estaba compuesto por el 97.95% blancos, el 0.38% eran afroamericanos, el 0.13% eran amerindios, el 0.17% eran asiáticos, el 0.09% eran isleños del Pacífico, el 0.34% eran de otras razas y el 0.94% pertenecían a dos o más razas. Del total de la población el 3.03% eran hispanos o latinos de cualquier raza.